# Iglesia de Santa María del Taulat
La iglesia de Santa María del Taulat es una iglesia parroquial católica de la ciudad de Barcelona. Está situada en el barrio de Pueblo Nuevo, en la calle Marià Aguiló. 

## Historia
La antigua iglesia de Santa María del Taulat fue quemada dos veces: la primera, en 1909, y la segunda, en 1936, en el marco de la guerra civil española (1936-1939). En los años 1940 se planteó la construcción de un nuevo templo que aproximadamente duplicaba la superficie en planta del anterior. La construcción comenzó en 1945, siendo rector el sacerdote Pío Bosch Crous, y el impulso final lo dio su sucesor, Joan Playà. La obra se financió con las aportaciones voluntarias de doscientos suscriptores, entre los cuales había particulares y empresas. Mientras duraron las obras, sirvió como templo el bar del Centre Moral. La actual iglesia fue consagrada en abril de 1950.

## El edificio
La iglesia fue construida en estilo Neorrománico. En los vanos predomina el Arco de medio punto.

### Exterior
Sobre la entrada principal se abre un rosetón. La iglesia cuenta con una torre cilíndrica.

### Interior
La iglesia es de una sola nave y está cubierta por una techumbre de madera.